# Can Soler (Torrelles de Llobregat)
Can Soler és una obra noucentista de Torrelles de Llobregat (Baix Llobregat) inclosa a l'Inventari del Patrimoni Arquitectònic de Catalunya.

## Descripció
És una constricció de planta basilical, amb el cos central més alt i que es destaca harmoniosament dels altres. Coberta a dues vessants i graner central sobresortint de la coberta. Rellotge de sol a la façana. Un gran pati s'obre al davant de la construcció. Fou restaurada en el segle passat, concretament a la dècada dels 80.

## Història
És una de les masies més antigues del poble, però no tenim cap dada cronològica.